# Гиренко, Андрей Николаевич
Андрей Николаевич Гиренко (16 марта 1936, Кривой Рог, Днепропетровская область — 28 декабря 2017, Москва) — советский и российский партийный и общественный деятель. Депутат Совета Союза Верховного Совета СССР (1984—1989) от Херсонской области, Народный депутат СССР. Член ЦК КПСС (1989—1991), кандидат в члены ЦК КПСС (1981—1989).

## Биография
Родился 16 марта 1936 года в городе Кривой Рог в семье рабочего. Украинец.
Отец погиб на фронте Великой Отечественной войны.
В 1958 году окончил Криворожский горнорудный институт. Член КПСС с 1963 года. В 1971 году окончил заочную Высшую партийную школу при ЦК КПСС.
Работал бригадиром электромонтажников, инженером, старшим инженером, механиком шахты рудоуправления имени Ф. Э. Дзержинского (Кривой Рог).
- 1962—1964 — секретарь комитета ЛКСМУ Криворожского рудоуправления имени Ф. Э. Дзержинского в Кривом Роге.
- 1964—1967 — первый секретарь Криворожского горкома ЛКСМ Украины.
- 1967—1970 — первый секретарь Днепропетровского обкома ЛКСМ Украины.
- 1970—1972 — второй секретарь ЦК ЛКСМ Украины.
- 1972—1975 — первый секретарь ЦК ЛКСМ Украины.
- 1975 — инспектор ЦК КП Украины.
- 1975—1980 — второй секретарь Херсонского обкома КП Украины.
- 1980—1987 — первый секретарь Херсонского обкома КП Украины.
- 1987—1989 — первый секретарь Крымского обкома КП Украины.
- Участник переговоров по уточнению границы между Таджикской ССР и Киргизской ССР вокруг анклава Ворух, с позицией на стороне Киргизской ССР.[2]
- 1989—1991 — Секретарь ЦК КПСС. Во время августовского путча был одним из немногих, кто выступил против путчистов[3].

С 1992 года — заместитель сопредседателя-координатора Международного конгресса промышленников и предпринимателей.
Скончался 28 декабря 2017 года в Москве. Похоронен на Троекуровском кладбище (участок 19).

## Награды
- орден Ленина (14.03.1986);
- орден Октябрьской Революции (22.12.1977);
- орден Трудового Красного Знамени (08.12.1973);
- орден «Знак Почёта» (25.08.1971);
- медаль «За трудовую доблесть» (11.08.1966);
- медали,
- Почётная грамота Президиума Верховной Рады Автономной Республики Крым (14.03.2011)[6].